# Bilheteria dos cinemas no Brasil em 2006
Lista com o valor da arrecadação em reais e o público dos principais filmes lançados nos cinemas de todo o Brasil no ano de 2005.

## Arrecadação total
Contabiliza apenas filmes que estrearam em 2006.
| #  | Filme                             | Faturamento   | Público   |
| -- | --------------------------------- | ------------- | --------- |
| 1  | A Era do Gelo 2                   | R$ 42 783 673 | 5 866 186 |
| 2  | O Código Da Vinci                 | R$ 37 531 773 | 4 663 464 |
| 3  | Se Eu Fosse Você                  | R$ 28 916 137 | 3 644 956 |
| 4  | X-Men: O Confronto Final          | R$ 24 653 629 | 3 276 585 |
| 5  | Piratas do Caribe: O Baú da Morte | R$ 23 536 942 | 3 115 020 |
| 6  | Superman: O Retorno               | R$ 19 127 453 | 2 561 062 |
| 7  | Carros                            | R$ 19 072 790 | 2 833 924 |
| 8  | Click                             | R$ 17 552 374 | 2 271 721 |
| 9  | Missão Impossível III             | R$ 16 002 744 | 1 946 085 |
| 10 | Os Sem-Floresta                   | R$ 15 494 960 | 2 276 843 |
| 11 | 007 - Casino Royalea              | R$ 14 336 579 | 1 725 563 |
| 12 | O Diabo Veste Prada               | R$ 12 513 633 | 1 427 996 |
| 13 | Por Água Abaixob                  | R$ 10 870 000 | 1 552 905 |
| 14 | Deu a Louca na Chapeuzinho        | R$ 10 779 644 | 1 470 877 |
| 15 | Jogos Mortais 3                   | R$ 9 989 420  | 1 323 319 |
| 16 | Os Infiltradosc                   | R$ 9 193 549  | 1 018 241 |
| 17 | Garfield 2                        | R$ 8 884 586  | 1 327 577 |
| 18 | O Amor Não Tira Fériasd           | R$ 8 781 140  | 1 088 925 |
| 19 | As Loucuras de Dick e Jane        | R$ 8 769 127  | 1 140 465 |
| 20 | Happy Feet - O Pinguim            | R$ 8 381 397  | 1 151 743 |

↑a  Em 31 de Dezembro: 1 027 879 espectadores, R$ 9,8 milhões

↑b  Em 31 de Dezembro: 840 165 espectadores, R$ 7,2 milhões

↑c Em 31 de Dezembro: 847 905 espectadores

↑d  Em 31 de Dezembro: 346 893 espectadores, R$ 3,7 milhões